# Бањаја (Перуђа)
Бањаја је насеље у Италији у округу Перуђа, региону Умбрија.
Према процени из 2011. у насељу је живело 314 становника. Насеље се налази на надморској висини од 253 м.